# スーパーノヴァ・レーシング

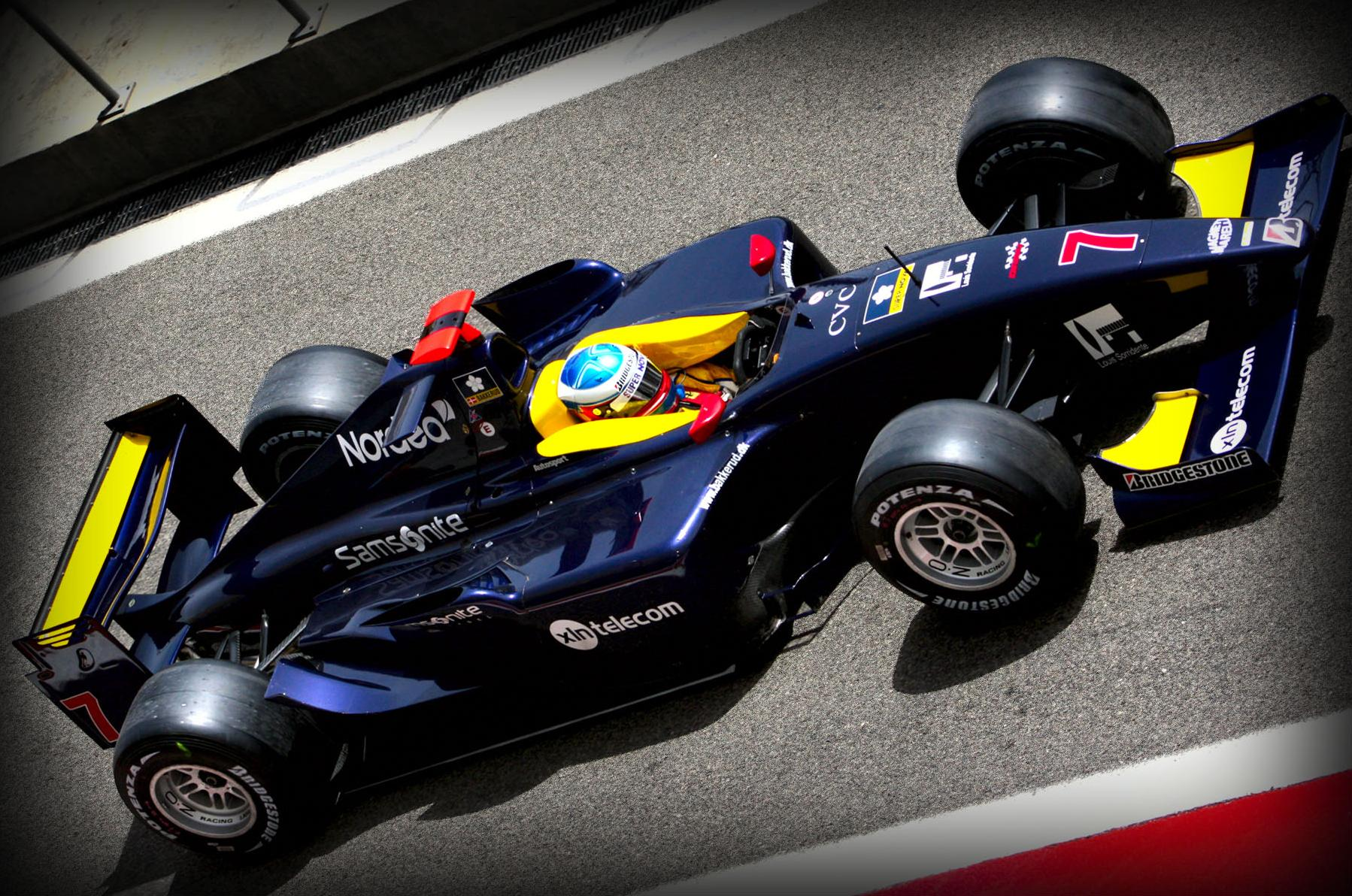
2008年のGP2アジアシリーズに参戦したスーパーノヴァ・レーシングのクリスチャン・バッケラード

Super Nova International Racing Ltd（スーパーノヴァ・インターナショナル・レーシング・リミテッド）は、2015年まで活動していたイギリスのレーシングチーム。本拠地をノーフォークに置いていた。

## 概要

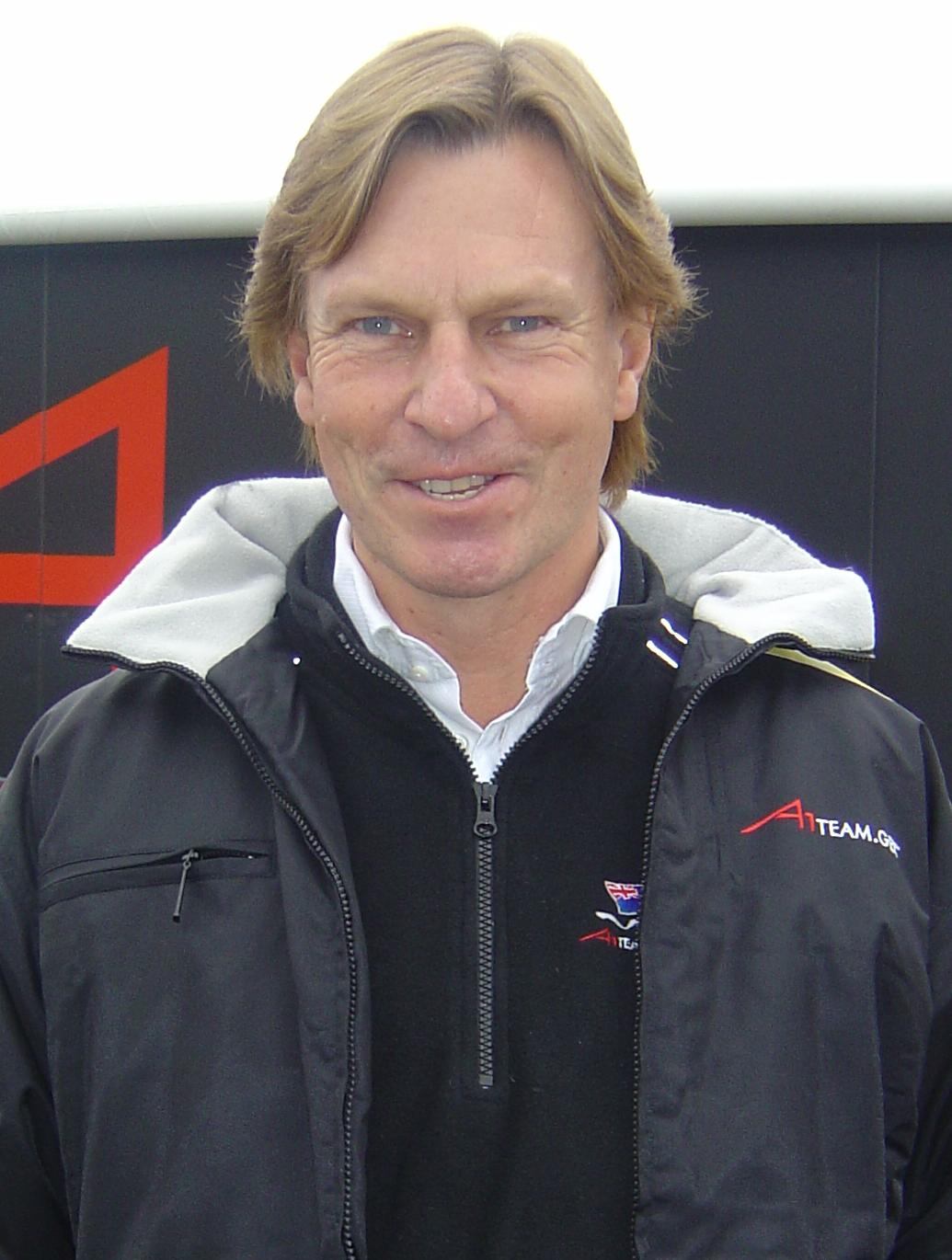
デイヴィッド・シアーズ

ジョーダンF3チームなどで活躍したイギリスの元レーシングドライバー、デイビッド・シアーズが、日本で英会話教室などを運営するNOVAと提携し、1991年に設立した。チームオーナーは当時NOVAに勤務していた井上隆智穂。1992年の全日本F3選手権にオーナーである井上を擁して参戦。1993年には井上に加えて中野信治を起用し2台体制に拡充。中野がランキング5位、井上がランキング9位に入った。チームの特徴として、日本のレースにイタリアのコンストラクター・ダラーラのシャシーを初めて持ち込み、日本におけるダラーラのワークス・チームとして1993年シーズンまで参戦した。
F1参戦を視野に入れて、1993年末に国際F3000チームを結成。井上とヴィンセンツォ・ソスピリを擁して、1994年より国際F3000選手権に参戦した。1995年にはソスピリがシリーズチャンピオン、リカルド・ロセットがシリーズ2位を獲得。その後もリカルド・ゾンタ（1997年）、ファン・パブロ・モントーヤ（1998年）、セバスチャン・ボーデ（2002年）らがチャンピオンを獲得した。
1994年には元トムスGBのスタッフとともにF1マシンのデザインをおこすまでになっていたが、実際にステップアップするまでには至らなかった。
国際F3000選手権の後を継いだGP2には、初年度の2005年から2011年まで参戦。2006年を除いては毎年必ず1勝以上挙げ、優勝7回、ポールポジション5回、ファステストラップ8回を記録する同選手権のトップチームであった。2008年から2011年まではGP2アジアシリーズにも参戦した。
1996年にイギリスF2(イギリスF3000)でチャンピオンを獲得。同年をもってシリーズが終了したため、最後のタイトル獲得チームとなった。
1997年にはF1マスターカード・ローラのチーム撤退によりレースシートを失っていたソスピリを擁し、フォーミュラ・ニッポンにチーム・MIRAIとタッグを組んで富士と鈴鹿の2戦に参戦した。
1998年、フォーミュラ・ニッポンに参戦するTeam TMSに「SUPER NOVA」としてスポンサード。ロゴがマシンやレーシングスーツに掲げられた。
A1グランプリではドイツチーム、パキスタンチーム、ニュージーランドチーム、ブラジルチームの運営を行い、2006-2007シーズンにはニコ・ヒュルケンベルグを擁するドイツチームが優勝した。
また、ベネトン、ルノー、ウィリアムズ、ジョーダン、B・A・R、メルセデスといったF1チームのジュニアドライバープログラムに協力した。
2005年、GP2で下田隼成を起用する予定であったが、開幕直前に変更された。
2006年末に吉本大樹をテスト。チーム加入の可能性も報じられたが、吉本はフォーミュラ・ニッポン参戦を選んだ。
2007年にNOVAが会社更生法の適用を申請。スーパーノヴァ・レーシングもNOVA GROUPを構成するグループ企業ではあったが、独立性が保たれていることから解体などは免れたものの、NOVA GROUPからの支援を失った。以後は新旧NOVAとの関係は絶たれているが、チームロゴやチーム名の変更は行われなかった。
2011年末にはゲルハルト・ベルガーがチーム買収のために視察に入るなどの動きがあったものの交渉は成立せず、GP2から撤退することになった。
GP2撤退後はAuto GPに参戦。2012年にエイドリアン・クアイフ＝ホッブスがチャンピオンを獲得した。また、2014年9月より開催されたFIA フォーミュラE選手権に参戦しているトゥルーリ・フォーミュラEチームの運営を委託された。
2013年に関連会社SUPER NOVA TUNINGを設立し、市販車用ECUの開発やリマッピング事業を行っている。

## 国際F3000選手権での所属ドライバー
- 井上隆智穂（1994年）(1999年までのチームオーナー兼ディレクター)
- ヴィンセンツォ・ソスピリ（1994-1995年） - 1995年国際F3000チャンピオン
- リカルド・ロセット（1995年）
- ケニー・ブラック（1996年）
- マルコス・グエロス（英語版）（1996年）
- リカルド・ゾンタ（1997年） - 1997年国際F3000チャンピオン
- ローレン・レドン（1997年）
- ファン・パブロ・モントーヤ（1998年） - 1998年国際F3000チャンピオン
- ボリス・デリシュブール（英語版）（1998年）
- ジェイソン・ワット（1999年）
- リカルド・マウリシオ（1999年）
- デビッド・サイレンス（1999-2000年）
- ニコラ・ミナシアン（2000年）
- マーク・ウェバー（2001年）
- マリオ・ハーバーフェルド（2001年）
- セバスチャン・ボーデ（2002年） - 2002年国際F3000チャンピオン
- ティアゴ・モンテイロ（2002年）
- ニコラス・キエーサ（2003年）
- エンリコ・トッカチェロ（英語版）（2003年）
- デレック・ヒル（2003年）
- サム・ハンコック（2003年）

なお、1998年末には立川祐路がテストを受けている。

## GP2での成績

### 2005年
- GP2メインシリーズ
  - ジョルジオ・パンターノ: 6位
  - アダム・キャロル: 5位（3勝）
  - チームランキング: 3位

### 2006年
- GP2メインシリーズ
  - ホセ・マリア・ロペス: 10位
  - ファイルーズ・ファウジー: 24位
  - チームランキング: ?位

### 2007年
- GP2メインシリーズ
  - ルカ・フィリッピ: 4位（1勝）
  - マイク・コンウェイ: 14位
  - チームランキング: 4位

### 2008年
- GP2メインシリーズ
  - クリスチャン・バッケラド: 27位
  - アンディ・ソウセック: 14位
  - アルヴァロ・パレンテ: 8位（1勝）
  - チームランキング: 7位

### 2009年
- GP2メインシリーズ
  - ルカ・フィリッピ: 5位（1勝）
  - ハビエル・ヴィラ: 10位
  - チームランキング: 3位

### 2010年
- GP2メインシリーズ
  - ヨゼフ・クラール: 24位
  - ルカ・フィリッピ: 20位
  - マーカス・エリクソン: 17位（1勝）
  - チームランキング: 9位

## A1GPでの成績
- 2005-2006シーズン
  - A1チーム ドイツ：15位
  - A1チーム パキスタン：20位
- 2006-2007シーズン
  - A1チーム ドイツ：1位
  - A1チーム ニュージーランド：2位
- 2007-2008シーズン
  - A1チーム ドイツ：8位
  - A1チーム ニュージーランド：2位
- 2008-2009シーズン
  - A1チーム ブラジル：15位
  - A1チーム ニュージーランド：7位